# Nick Becker
Nick Adrian Becker (Fullerton, 30 de julho de 1968) é um ex-jogador de voleibol dos Estados Unidos que competiu nos Jogos Olímpicos de 1992.
Em 1992, ele fez parte da equipe americana que conquistou a medalha de bronze no torneio olímpico, no qual atuou em três partidas. A irmã de Nick, Carolyn Becker, também é jogadora de vôlei e conquistou uma medalha de prata com a seleção americana nas Olimpíadas de Los Angeles em 1984.